# Хюсени, Скендер
Ске́ндер Хюсе́ни (алб. Skënder Hyseni; род. 17 февраля 1955, Подуево, ФНРЮ) — министр иностранных дел Республики Косово в 2008—2010 гг. Хюсени окончил факультет английского языка и литературы Университета Приштины в 1979 году. Хюсени остался на короткое время для целей исследования в Блумбсбургский штатный колледж США (1978) и в Абердинском университете в Шотландии (1986).
3 марта 2008 года он был назначен министром иностранных дел Косова. До занятия этого поста он был министром культуры, молодежи, спорта и жилищного строительства в прежнем правительстве. Хюсени также был представителем косовского правительства на переговорах по статусу края до Провозглашения независимости Косова (2008).

## Членство в партии
Хюсени — член партии Демократическая лига Косова (ДЛК).

## Портфолио
Прошлая и нынешняя деятельность
- Основной политический советник Ибрагима Руговы и президента Фатмира Сейдиу
- Член партии ДЛК и секретариата по международным отношениям
- Пресс-секретарь группы единства
- Член учредительного Комитета Косова